# Roberto Alagna
Roberto Alagna (n. 7 iunie 1963, Clichy-sous-Bois, Seine-Saint-Denis) este un tenor francez, de origine italiană.
A fost căsătorit cu soprana română Angela Gheorghiu.

## Roluri
- Alfredo (La Traviata de Verdi)
- Manrico (Il Trovatore de Verdi)
- Don José (Carmen de Bizet)
- Rodolfo (La Bohème de Puccini)
- Roméo (Romeo și Julieta de Gounod)
- Edgar (Lucia di Lammermoor de Donizetti)
- Mario Cavaradossi (Tosca de Puccini)
- Nemorino (L'Elisir d'Amore de Donizetti)
- Cyrano (Cyrano de Bergerac de Alfano)
- Don Carlo (Don Carlo de Verdi)
- Werther (Werther de Massenet)
- Le Chevalier Des Grieux (Manon de Massenet)
- Faust (Faust de Gounod)
- Chevalier Des Grieux (Manon Lescaut de Puccini)
- Hoffmann (Les Contes d'Hoffmann de Offenbach)

## Premii
- Laurence Olivier Award (1995)
- Chevalier de l’Ordre des Arts et des Lettres (1996)
- Victoire de la musique (1997)
- Médaille Vermeil de la Ville de Paris (2001)
- Officier de L’Ordre des Arts et des Lettres (2002)
- Legiunea de onoare (2008)
- Asteroidul (260508) Alagna poartă numele său (2013)
- Kammersänger (2015)[9]